# Ostrówek (Klembów)
Pour les articles homonymes, voir Ostrówek.

Ostrówek (prononciation : [ɔsˈtruvɛk]) est un village polonais de la gmina de Klembów dans le powiat de Wołomin de la voïvodie de Mazovie dans le centre-est de la Pologne.
Il se situe à environ 4 kilomètres au sud-est de Klembów (siège de la gmina), 10 kilomètres à l'est de Wołomin (siège du powiat) et à 32 kilomètres au nord-est de Varsovie (capitale de la Pologne).
Le village possède une population d'environ 1 600 habitants.

## Histoire
De 1975 à 1998, le village appartenait administrativement à la voïvodie d'Ostrołęka.